# Georges Guillain
Georges Charles Guillain (Ruan, 3 de marzo de 1876 - París, 26 de junio de 1961) fue un neurólogo francés.

## Biografía
Guillain estudió medicina primero en su ciudad natal, más tarde en París, y se doctoró en 1902. De 1923 a 1947, Guillain ocupó la cátedra de neurología en el Hospital de la Pitié-Salpêtrière de París como sucesor de su profesor, el neurólogo Pierre Marie.
En 1916, junto con Jean Alexandre Barré y André Strohl, describió la polirradiculitis de Guillain-Barré, hoy en día es la causa más importante de parálisis aguda como consecuencia de la inflamación.